# Demjata
Demjata (in ungherese Deméte) è un comune della Slovacchia facente parte del distretto di Prešov, nella regione omonima.
Qua è nato il calciatore Stanislav Šesták.